# Sten Oscar Rundgren
Sten Lennart Oscar Rundgren, född 5 november 1931 i Karlshamn, Blekinge län, död 26 september 2013 i Brösarp-Tranås församling, Skåne län, var en svensk målare.
Rundgren studerade konst vid Konstfackskolan i Stockholm. Separat ställde han bland annat ut på Karlshamns konsthall, Vetlanda museum och Nya Galleri Origo i Stockholm. Han medverkade ett flertal gånger i utställningarna Kristianstadssalongen och Österlensalongen samt i olika grupputställningar med andra Österlenkonstnärer. Bland hans offentliga arbeten märks utsmyckningar för Dagcentralen Solbacken i Vollsjö. Rundgren finns representerad vid bland annat Statens konstråd, Vetlanda museum och ett flertal landsting och kommuner.